# Casato (Siena)
Il Casato è una via di Siena divisa in Casato di Sotto e Casato di Sopra, tra le strade principali del Terzo di Città.

## Storia e descrizione
La strada, di fondamentale importanza, poiché collegava Castelvecchio a piazza del Campo, ricalca il tracciato della cinta muraria del 1441 circa, tanto che in alcuni punti sono stati trovati resti dei conci in tufo: la strada doveva dunque rappresentare il fossato a difesa della mura vere e proprie. 
L'assetto architettonico della strada risale al Trecento, nell'ambito degli interventi urbanistici voluti dal consiglio dei Nove, tanto che era anticamente chiamata anche "strada dei Noveschi". Vi si affacciavano dimore e fondachi soprattutto di mercanti e artigiani facenti parte dell'alta borghesia cittadina. 
Il tratto superiore della via è detto "Casato di Sopra" e rientra interamente nel territorio della Contrada Capitana dell'Onda.
Al numero 59 del Casato di Sopra si distingue il palazzo Pannilini-Zuccantini, di Bartolomeo Neroni (1550 circa), a cui seguono, al 33, un palazzetto gotico trecentesco con pregevoli bifore, e palazzo Bargagli. Al termine della strada, a ridosso dell'innesto con la costa Larga, si trova la casa Mensini, con un tabernacolo affrescato da Sebastiano Folli in cattivo stato di conservazione ma ancora visibile. 
Il tratto inferiore del Casato, che sbocca in Piazza del Campo, è chiamato Casato di Sotto: appartiene per metà all'Onda, mentre l'altra metà ricade nel territorio della Nobile contrada dell'Aquila, di cui ospita anche la sede. L'Aquila, dal 1787, ha come oratorio la chiesa di San Giovanni Battista, detta anche dei Tredicini e risalente al 1630 circa. Accanto alla chiesa si trovano la sede e il museo della Contrada. Al numero 45 fu ospitato il poeta Giosuè Carducci nel 1875, una targa marmorea lo ricorda.
Tra le architetture di questo tratto, la scalinata del vicolo della Fonte, che conduce alla fonte del Casato (o fonte Serena), del 1359; palazzo Ugurgieri, al numero 39, decorato in facciata da graffiti e bifore alla fiorentina; palazzo Ottieri della Ciaia, al 29, con facciata settecentesca; palazzo Chigi, dove nacque papa Alessandro VII; poco più avanti la facciata posteriore di palazzo Patrizi, affacciato sulla via di Città.

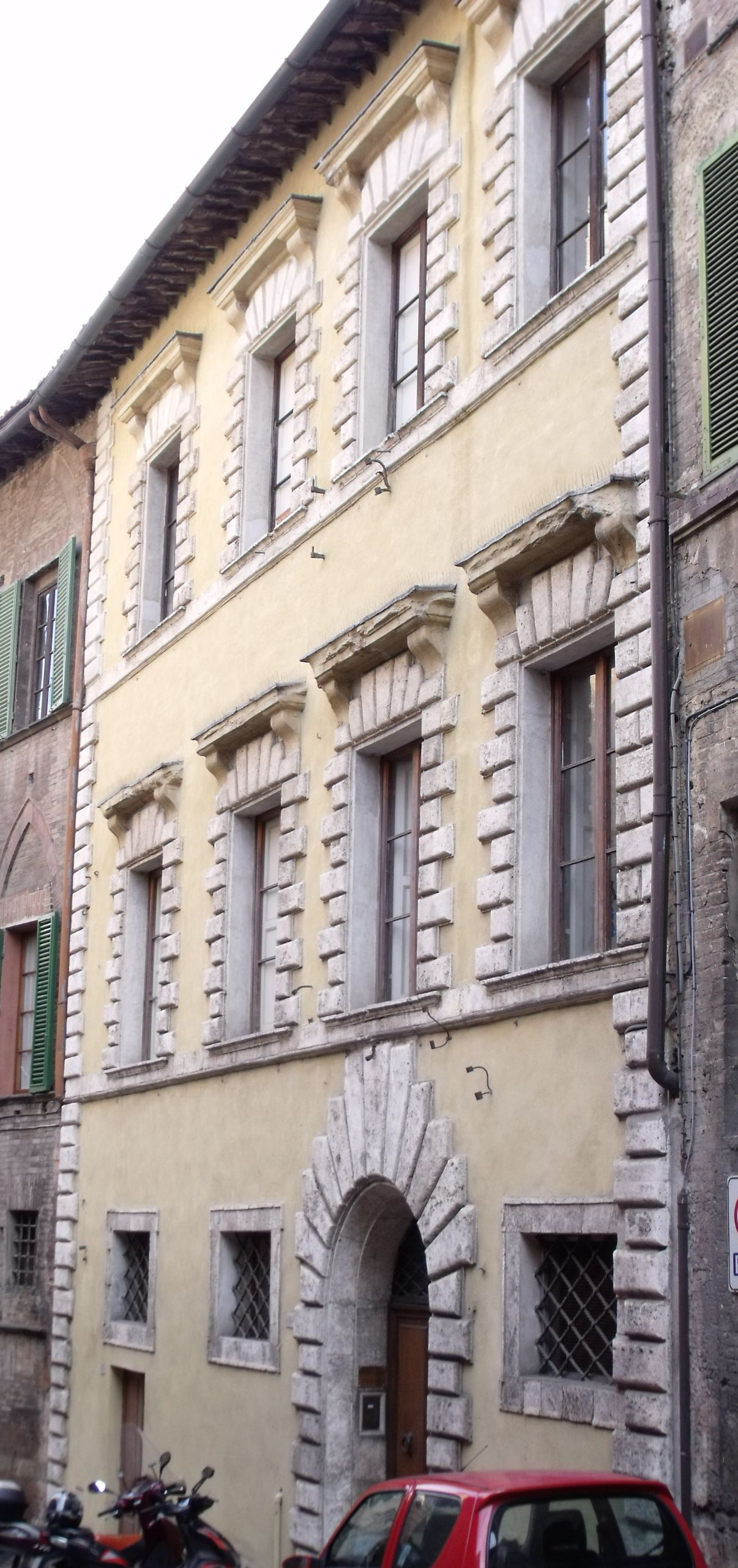
Palazzo Pannilini, nel Casato di Sopra
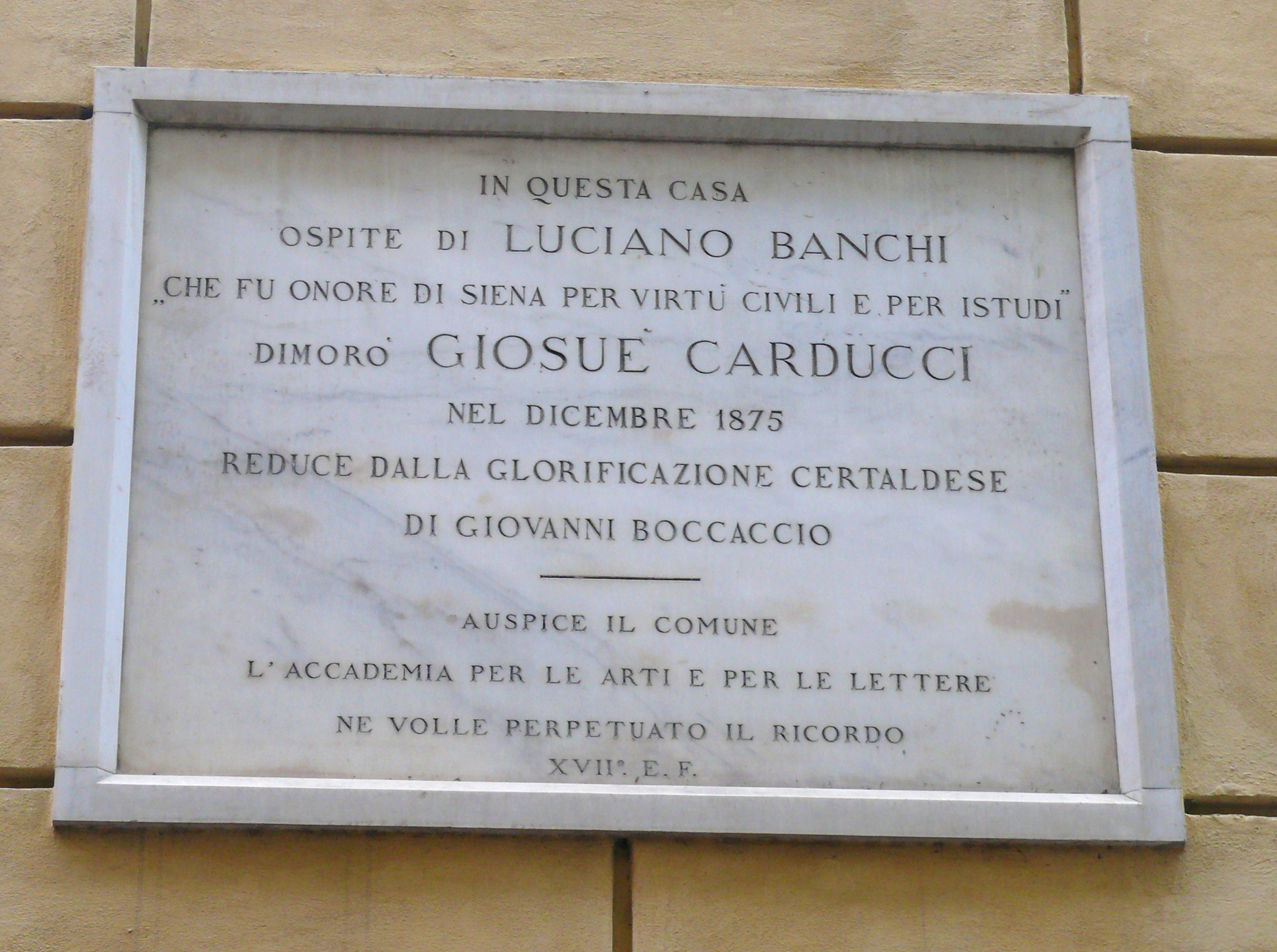
la lapide che ricorda il soggiorno di Giosuè Carducci